# Integra-Signum

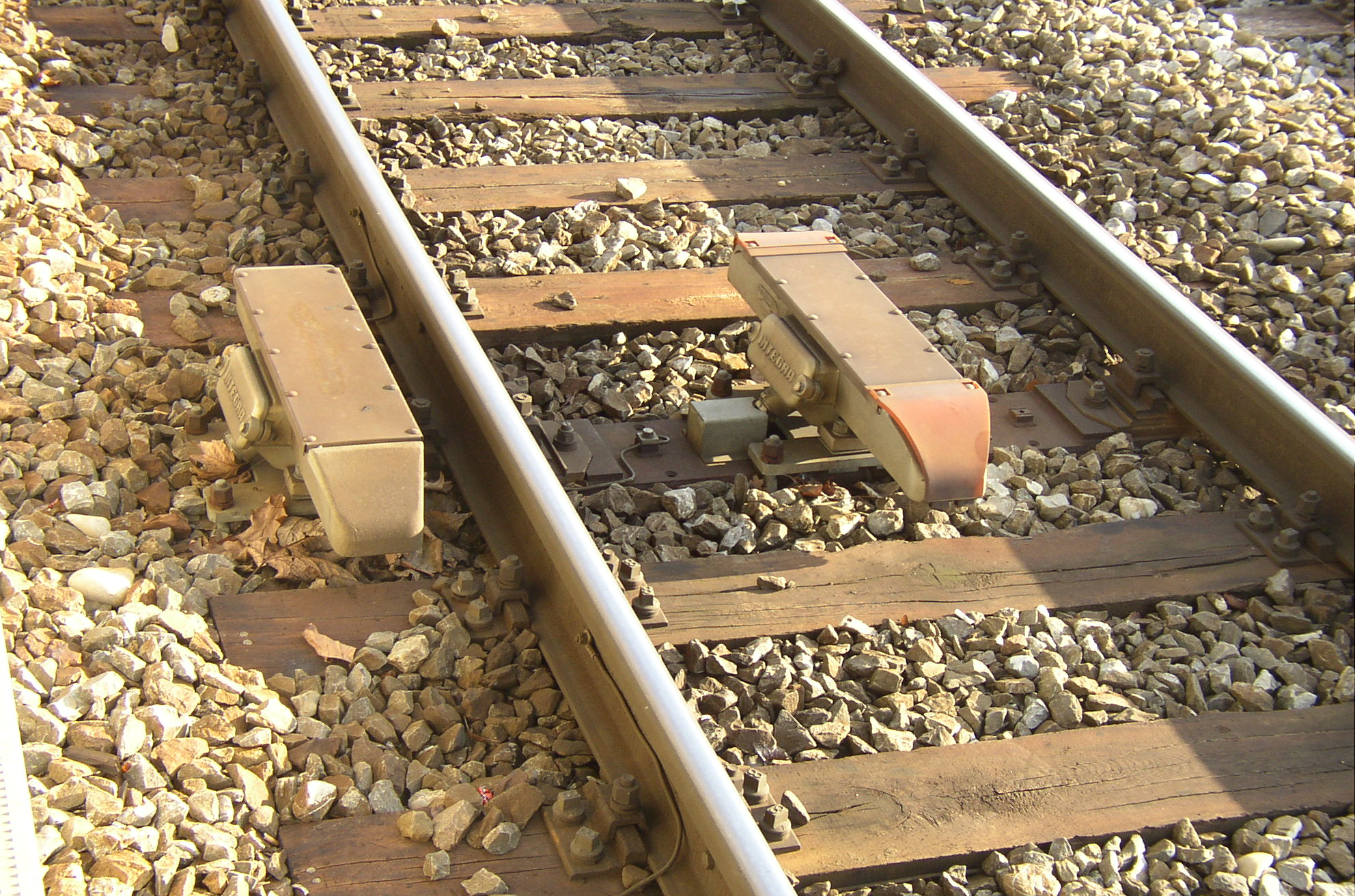
Balise Integra-Signum composée de deux aimants.

Integra-Signum est un système de sécurité ferroviaire suisse, mis en place à partir de 1933. Son nom initial était Signum. Ce système, qui transmet des données par induction électromagnétique, est simple, robuste et fiable, même dans la neige.
Pour assurer la transition vers le système européen de contrôle des trains (ETCS), une nouvelle version du système où la transmission de donnés s'effectue par l'intermédiaire d'Eurobalises a été mise en place entre 2012 et 2018. Cette version est dénommée Euro-Signum et restera en place jusqu'à l'horizon 2035 environ.

## Principe de fonctionnement

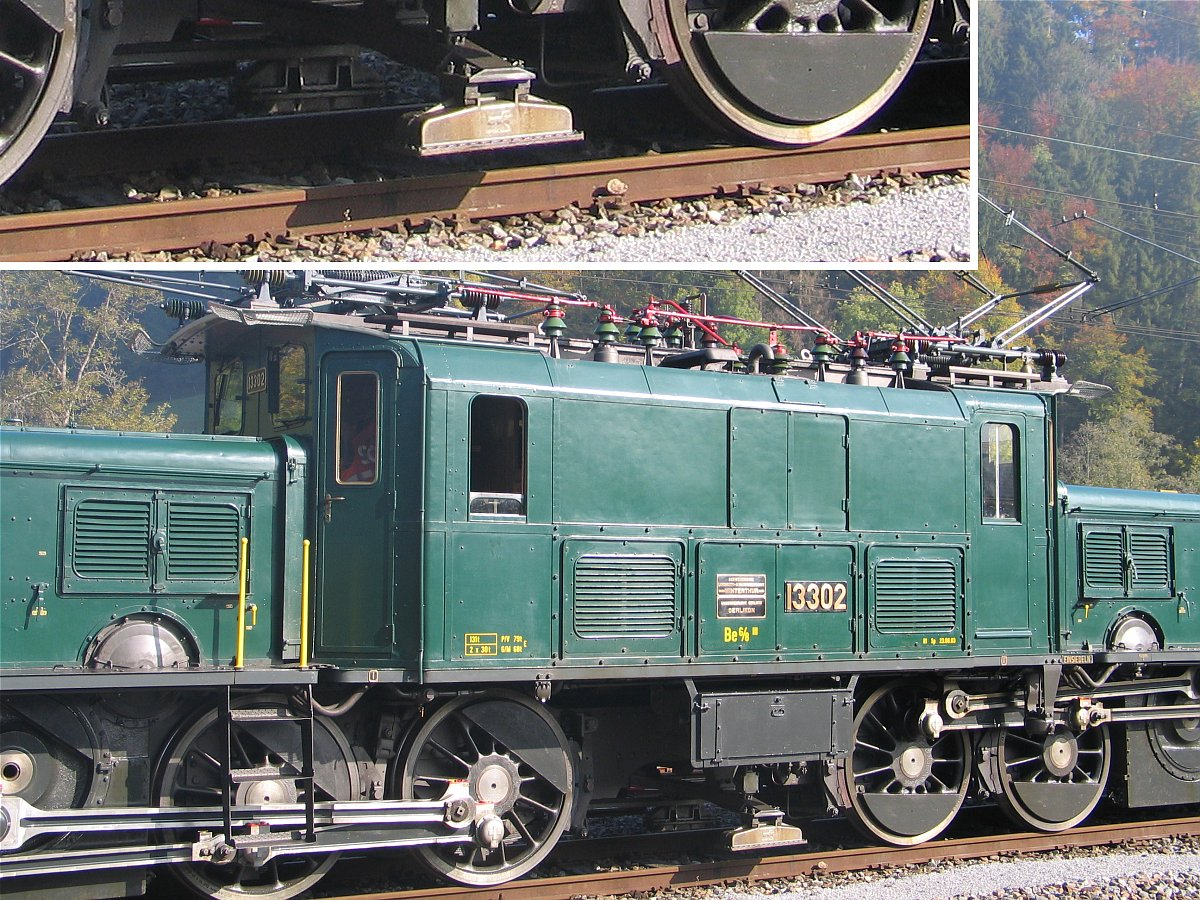
Aimants Integra-Signum sur une locomotive Be 6/8 ^{III} «Crocodile ».

Les engins moteurs sont équipés d'un aimant d'émission et de deux aimants de réception. La voie est équipée de balises au droit des signaux. Ces balises sont composées de deux aimants, l'un entre les deux files de rails, l'autre à l'extérieur du côté gauche dans le sens de marche.
L'aimant d'émission de l'engin moteur est un puissant aimant permanent, qui induit un courant électrique dans l'aimant de réception situé au milieu de la voie si le signal est fermé. Le détecteur de l'engin est constitué de deux détecteurs de champ magnétique, qui détecte l'état du signal en fonction de la polarité du champ magnétique émis par l'aimant situé hors des deux files de rails.

### Fonctions
Integra-Signum, tel qu'il est utilisé aux CFF, présente les fonctions suivantes:
- Arrêt :  l'impulsion positif - négatif est renvoyée par l'aimant de voie extérieur aux rails. Cette impulsion provoque automatiquement un freinage d'urgence et ne peut être annulée qu'à l'arrêt complet.

- Avertissement : l'impulsion négatif - positif est renvoyée par l'aimant de voie extérieur aux rails. Cette impulsion demande au mécanicien de quittancer immédiatement l'annonce avertissement ; en l'absence de réaction, le système provoque un freinage d'urgence.

- Voie libre : n'est pas une vraie fonction de Signum puisque l'image de voie libre ne renvoie aucune impulsion par l'aimant de voie.

### En cabine

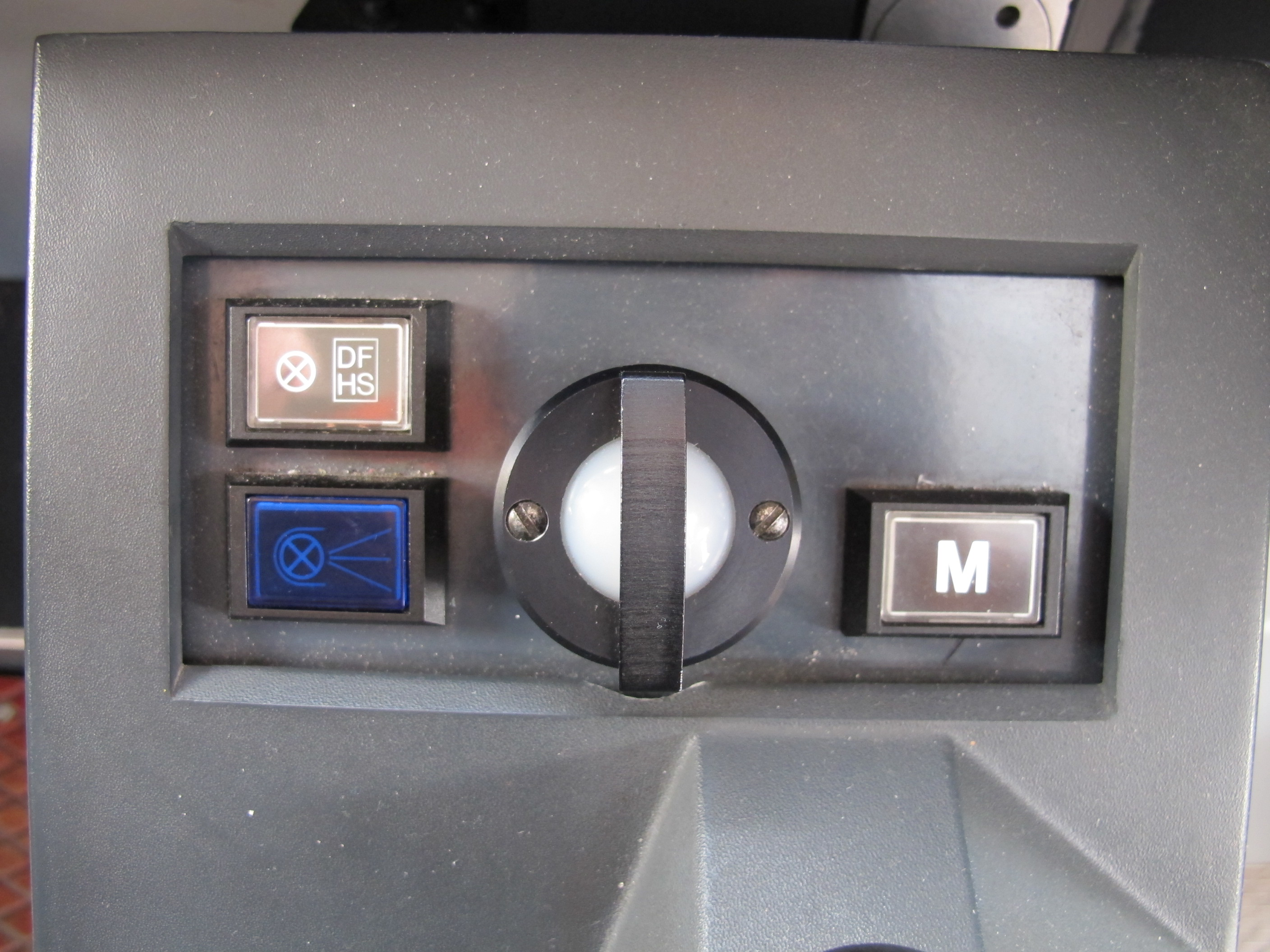
Panneau de commande dans une locomotive Re 465 du BLS. Au centre se trouve un bouton combiné avec une lampe d'avertissement pour la confirmation d'un avertissement. Le bouton à droite permet de franchir le signal arrêt sans provoquer de freinage d'urgence lors des manœuvres.

Lors du franchissement d'un avertissement (lorsque la signalisation latérale présente une image d'annonce d'arrêt ou d'annonce ou d'exécution de ralentissement), un témoin clignote ainsi qu'un signal acoustique retenti en cabine. Le conducteur du train doit quittancer l'annonce, faute de quoi le système Integra-Signum arrête le train automatiquement : les moteurs sont coupés et le freinage d'urgence déclenché.
Le bouton de manœuvre permet le franchissement des signaux principaux fermés sans provoquer l'arrêt du train. En effet, selon la réglementation suisse, seuls les signaux nains doivent être observés dans ce cas.

### Défauts de Signum-Integra

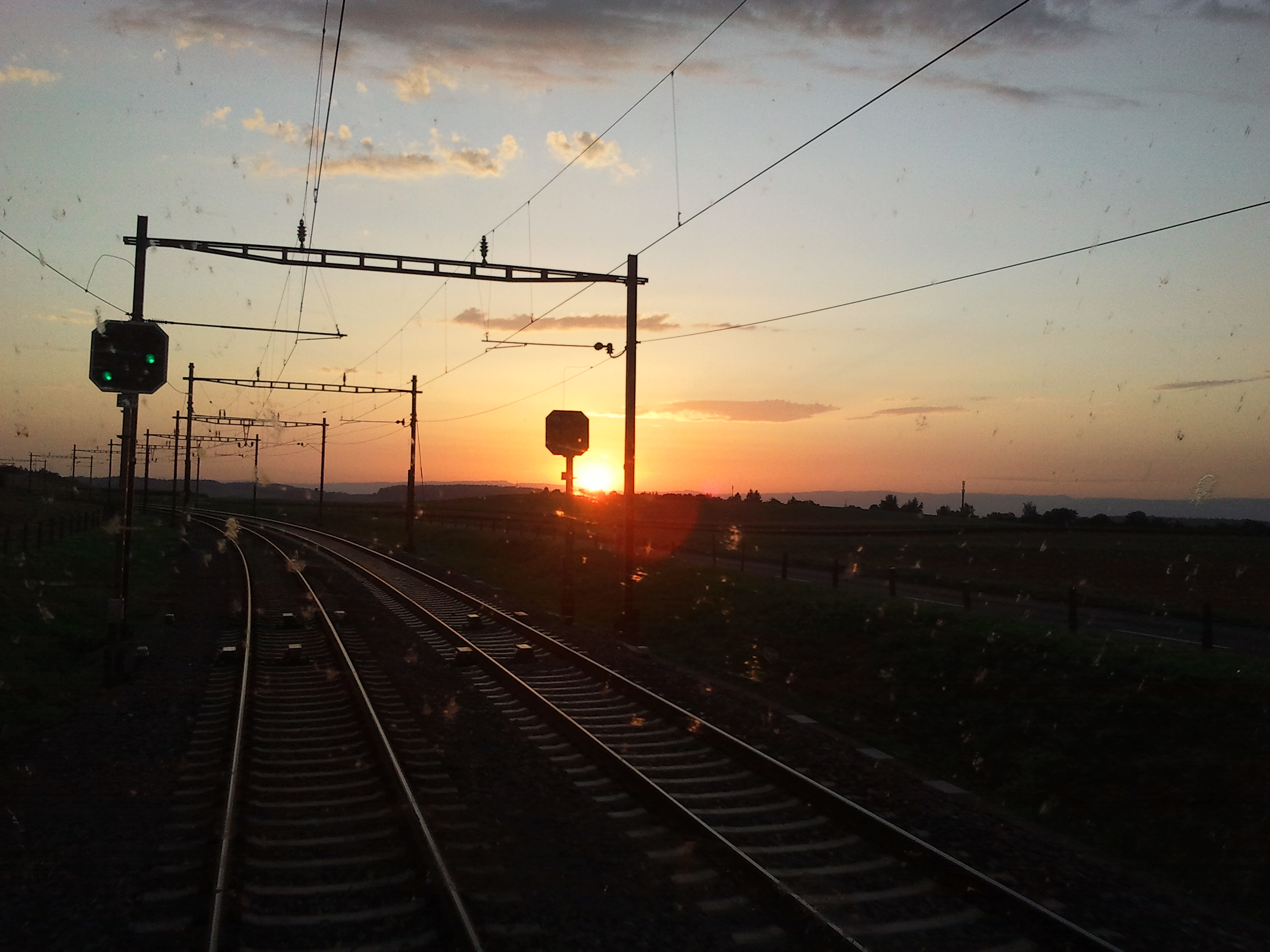
Les aimants d'Integra-Signum équipant ce signal avancé sont visibles entre les rails

Integra-Signum ne peut arrêter un train que lors du franchissement d'un signal fermé (feu rouge), c'est-à-dire lorsqu'il qu'il est déjà « trop tard ». Ce système n'est donc pas suffisant si le point protégé se trouve à une distance plus faible que celle nécessaire pour garantir l'arrêt. Ceci est particulièrement problématique lorsque la vitesse est élevée (dans le cas des trains de voyageurs) ou que le rapport de freinage est faible (pour les trains de marchandise). Par exemple, les signaux de sortie de gare peuvent être proche des aiguillages ce qui permet aux trains d'accélérer avant de passer le signal ordonnant l'arrêt. Les accidents de Granges-Marnand et de Rafz se sont produits dans une telle situation et n'ont pas pu être évités par le système Integra-Signum.
Un autre défaut de Signum est sa façon répétitive d'annoncer les restrictions futures sur le trajet du convoi. Il arrive ainsi que par force de l'habitude le mécanicien place sa main sur l'interrupteur de quittance avant le franchissement du signal et donc l'annonce d'avertissement émise par Signum. On court alors le risque que le mécanicien ait agi par réflexe et n'ait pas réellement enregistré l'image signalée. Les Gestes Métiers, une réglementation interne aux CFF, demandent donc que le mécanicien ne déplace son bras vers l'interrupteur de quittance que lorsque celui-ci se mettra à sonner et non pas avant, de façon à optimiser les chances de perceptions de l'image signalée.
De plus Signum ne peut pas surveiller la vitesse des trains et n'est ainsi pas en mesure, par exemple, de vérifier qu'un ralentissement ordonné par un signal soit bien respecté par le train. Il ne peut que contrôler que le conducteur a été averti de la présence de ce ralentissement.
Pour résoudre ce problème le système ZUB a été développé et est utilisé en parallèle de Signum.

## Euro-Signum
En 2000, l'Office fédéral des transports décida d'effectuer une transition par étapes des systèmes Integra-Signum et ZUB 121 vers le niveau 1 du système européen de contrôle des trains (ETCS) . La première étape fut d’équiper le matériel moteur (locomotives et rames automotrices) d'un Eurobalise Transmission Module (ETM) capable de décoder les télégrammes des balises ETCS et de transmettre les informations vers les systèmes embarqués Integra-Signum et ZUB 121. Par la suite, les aimants Integra-Signum ont été majoritairement remplacés par des eurobalises.
En 2020, le système Integra-Signum subsite encore sur le tronçon Locle-col-des-Roches - La Chaux-de-Fonds, en parallèle avec les systèmes Euro-SIGNUM, Euro-ZUB et ETCS L1 LS jusqu'en 2021. Ceci est pour permettre la circulation des X 73500 de la SNCF venant de la ligne de Besançon-Viotte au Locle-Col-des-Roches. Par la suite, ce tronçon sera équipé par la France du KVB.

## Anecdote
Bien qu'Integra-Signum soit destiné à empêcher les accidents, ce système en a également provoqué un. En 1959, un aimant Integra-Signum monté sur une automotrice RBe 540 des CFF a accroché une traverse en bois à un passage à niveau près de Gland, ce qui a conduit au déraillement du train à 125 km/h.